# نینا چرمیتینا
نینا چرمیتینا (روسی: Ни́на Ви́кторовна Череми́сина؛ زادهٔ ۱۴ دسامبر ۱۹۴۶) قایقران روئینگ اهل روسیه است.